# Atarba (Ischnothrix) williamsi
Atarba (Ischnothrix) williamsi is een tweevleugelige uit de familie steltmuggen (Limoniidae). De soort komt voor in het Australaziatisch gebied.